# Gran Temple d'Amon
El Gran Temple d'Amon o Gran Temple d'Amon-Ra, situat al lloc de Karnak, prop de Luxor, està dedicat al déu Amon així com a la seva forma solar d'Amon-Ra. Ocupant una superfície d'aproximadament 250.000 m², aquest recinte és el més gran de les tres zones sagrades de Karnak (i l'únic obert als visitants). Es caracteritza per una extraordinària complexitat i riquesa, fruit d'una activitat arquitectònica de prop de dos mil·lennis. Encara no s'han excavat determinats sectors, de manera que és impossible fer un inventari complet dels objectes i edificis que el conformaven.
Certs parts del conjunt estan tancades al públic, en particular els espais de l'eix nord-sud que s'estan restaurant o que són objecte d' excavacions (pilons VIII, IX i X). La part sud-est només s'obre de tant en tant. El situat a l'angle nord-oest s'ha convertit en un museu a l'aire lliure on els arqueòlegs han reconstruït diversos dipòsits amb elements utilitzats com a material de farciment del IIIè piló: la capella blanca de Senusret I, la capella d'alabastre d'Amenhotep I i la capella vermella de la reina Hatxepsut.
La zona sud-oest és de terra oberta, escampada per fragments de blocs que antigament formaven les edificacions. Els temples de Khonsu i Opet es troben en aquesta zona, i estan oberts al públic, encara que es visiten poc.

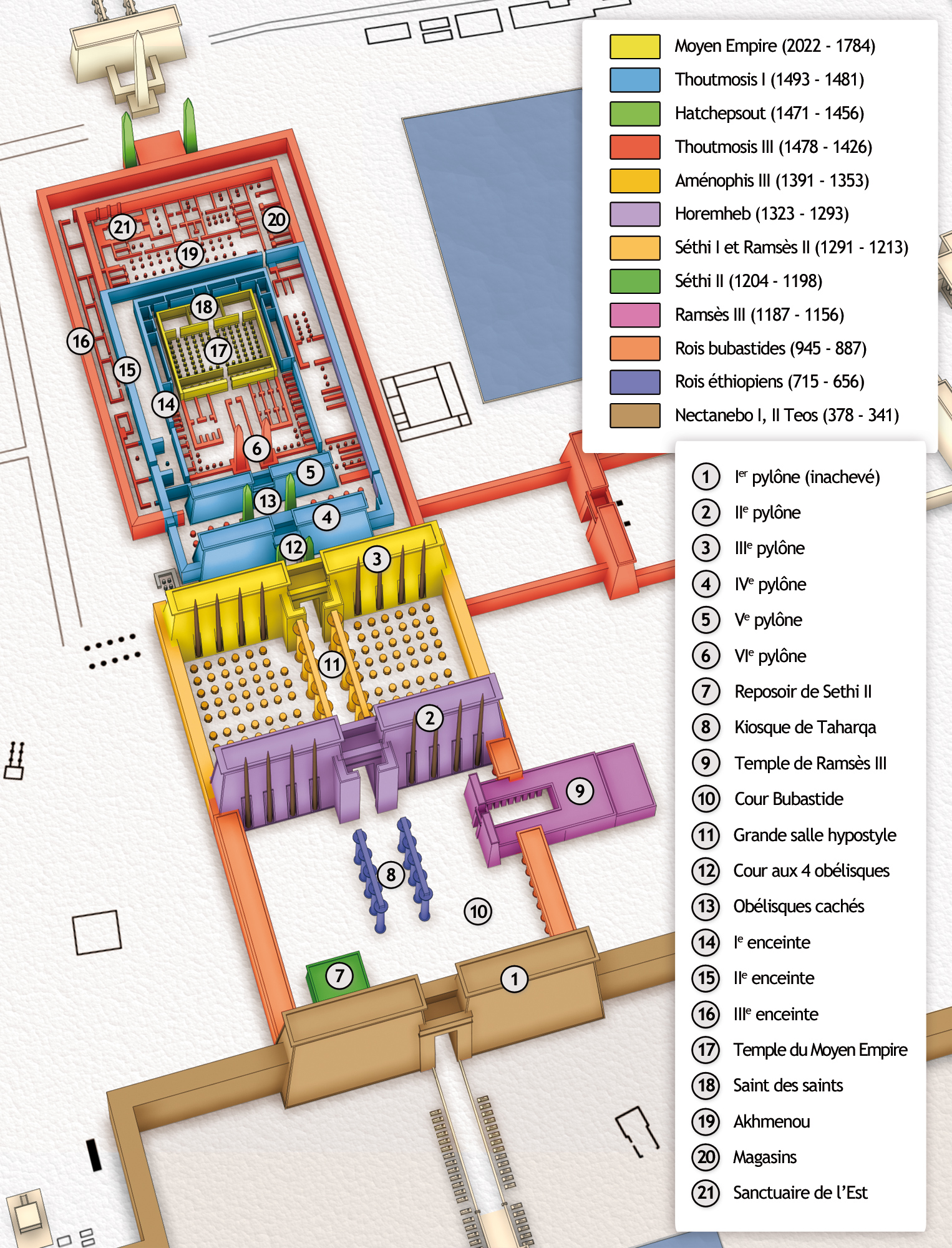
Plànol en 3D del temple d'Amon

## Els dos eixos
El Gran Temple dedicat a Amon es troba, a Karnak, al centre dels altres dos recintes sagrats, un dedicat a Montu (al nord) i l'altre dedicat a Mut (al sud). Al recinte d'Amon, el gran temple esglaona els seus deu pilons sobre dos eixos: l'eix principal, Oest-Est, amb sis pilons, i un eix secundari, Nord-Sud, amb quatre pilons.
Cal recordar que un piló, en l'arquitectura de l'antic Egipte, és una porta monumental. Dues torres de base rectangular comunicades per un llindar ofereixen, sota el llindar, un pas, així dramatitzat pel caràcter massiu d'aquest edifici.

## Eix est-oest
El temple d'Amon es desplega sobre un eix est-oest, perpendicular al Nil, al qual estava connectat antigament per un canal de derivació i una conca artificial. Les últimes excavacions han posat a la llum l'embarcador que s'utilitzava per atracar vaixells i remolcadors per a les grans cerimònies anuals on el vaixell d'Amon remuntava el Nil per arribar al temple de Luxor durant el festival d'Opet. A banda i banda de la grada de l'embarcador hi havia un parell de petits obeliscs que daten de Seti II, un dels quals encara està vigent.

### El dromos
La tribuna de l'embarcador s'allarga amb un dromos, una passarel·la processional revestida de crioesfinxs entre les potes de les quals s'aixequen estatuetes osiriaques que originalment portaven els noms de Tuthmosis IV i Amenhotep III, que Ramsès II va substituir pel seu.
Al llarg del passadís hi ha unes quantes esteles commemoratives, probablement molt més nombroses a l'època faraònica, perquè el dromos era un dels principals itineraris festius de la tríada tebana -Amon, Mut i Khons- i la seva processó durant les grans processons anuals, com ara el festival Opet o la Bella Festa de la Vall". Parterres i arbredes devien adornar l'entorn, on les excavacions han posat de manifest un sistema de reg destinat a abastir els conreus.
En l'època tardana, el conjunt formava una vasta plaça, de la qual la capella-reposoir de Psammétique, usurpada per Achôris de la dinastia XXIX, ha estat restaurada i actualment és accessible als visitants.

Dromos
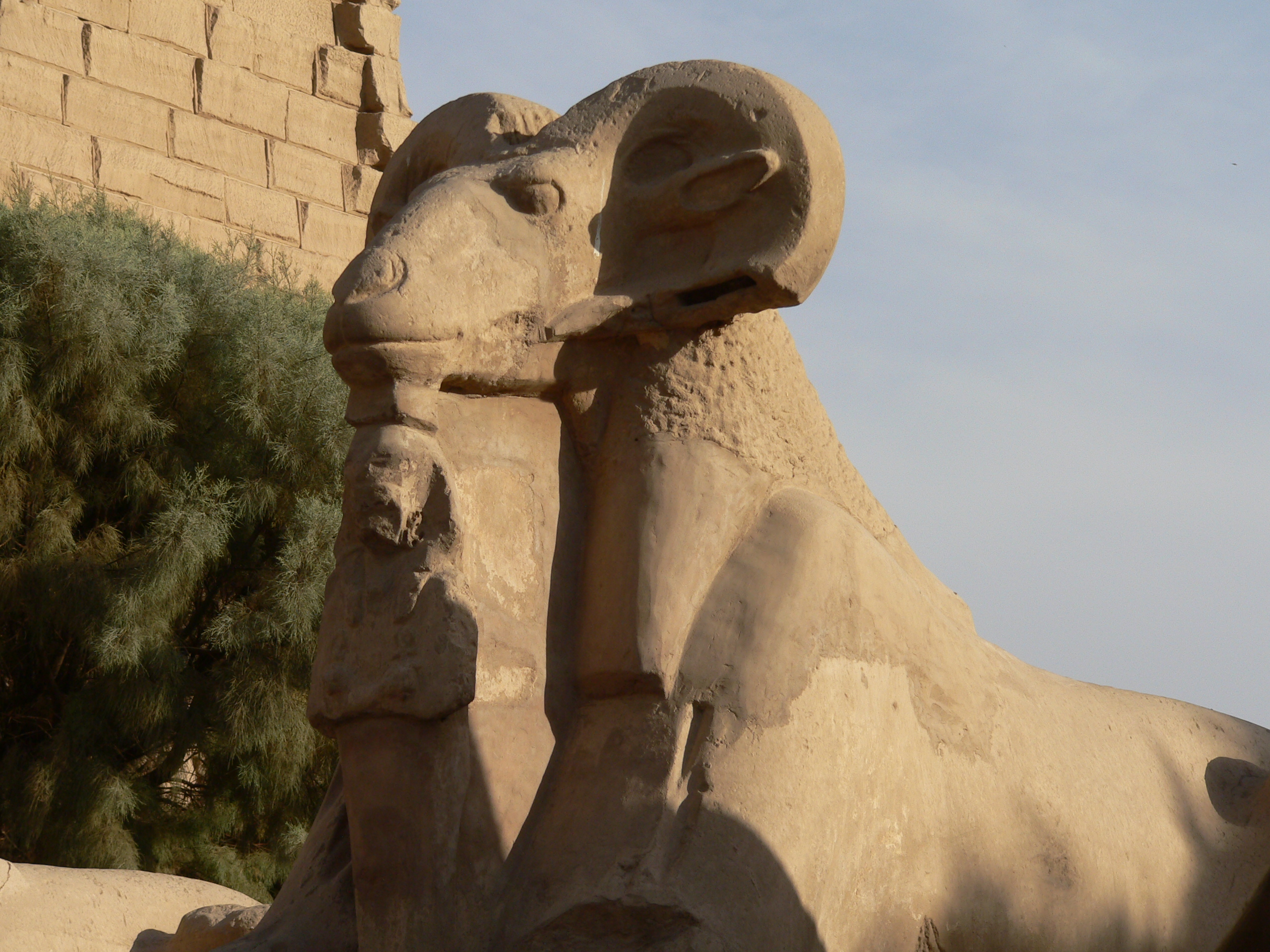
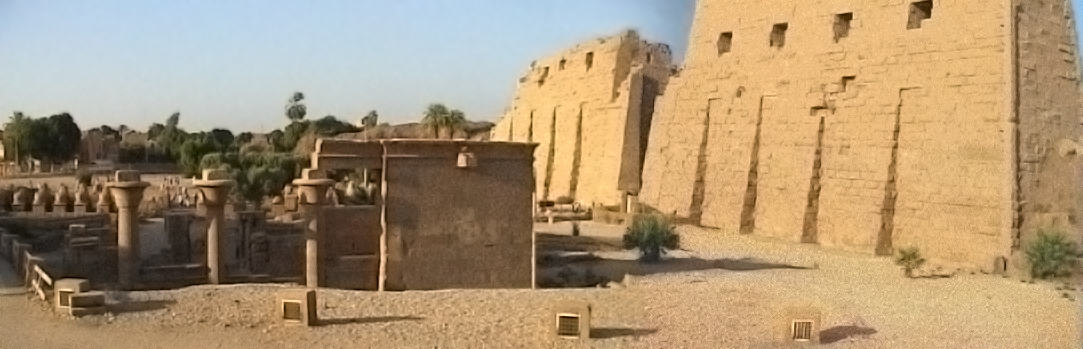

### Primer piló i gran pati

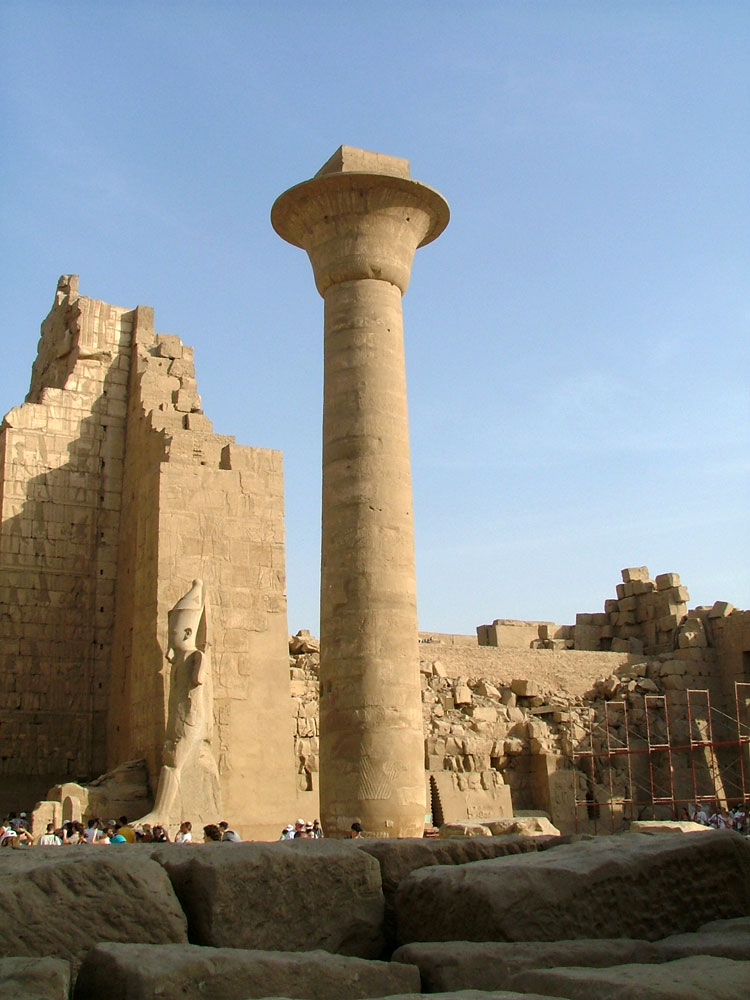
La Columna de Taharqa a la Gran Cort del Temple d'Amon té d'alçada.

El primer piló, amb blocs toscament tallats i sense decoració, va quedar inacabat. Data essencialment de la dinastia XXX. Amb cent tretze metres d'amplada, fa quinze metres de gruix a la base i quaranta metres d'alçada. A la seva cara posterior, una de les torres encara conserva les restes d'una rampa de construcció en maons crus.
La porta monumental del piló dona accés al gran pati, un ampli espai tancat al nord i al sud per un mur de límit i una columnata monumental aixecada sota la dinastia XXII, anomenada bubastide perl nom de la ciutat del Delta del Nil de la que eren originaris. Dels edificis que incloïa, queda una triple capella-repòs per a les barques d'Amon-Rê, Mut i Khonsou, construïda cap al -1200 per Seti II; les restes d'un quiosc de Taharqa, que va fer traslladar les esfinxs dels dromos davant del pòrtic de bubastide per a la construcció; un petit temple d'altar construït per Ramsès III sobre la maqueta del temple funerari de Medinet Habou, amb el seu piló precedit de colosos en nom del rei, un pati amb pòrtic, una sala hipòstila i un santuari triple destinat a acollir les barques divines de la tríada de Tebes.

### Segon piló

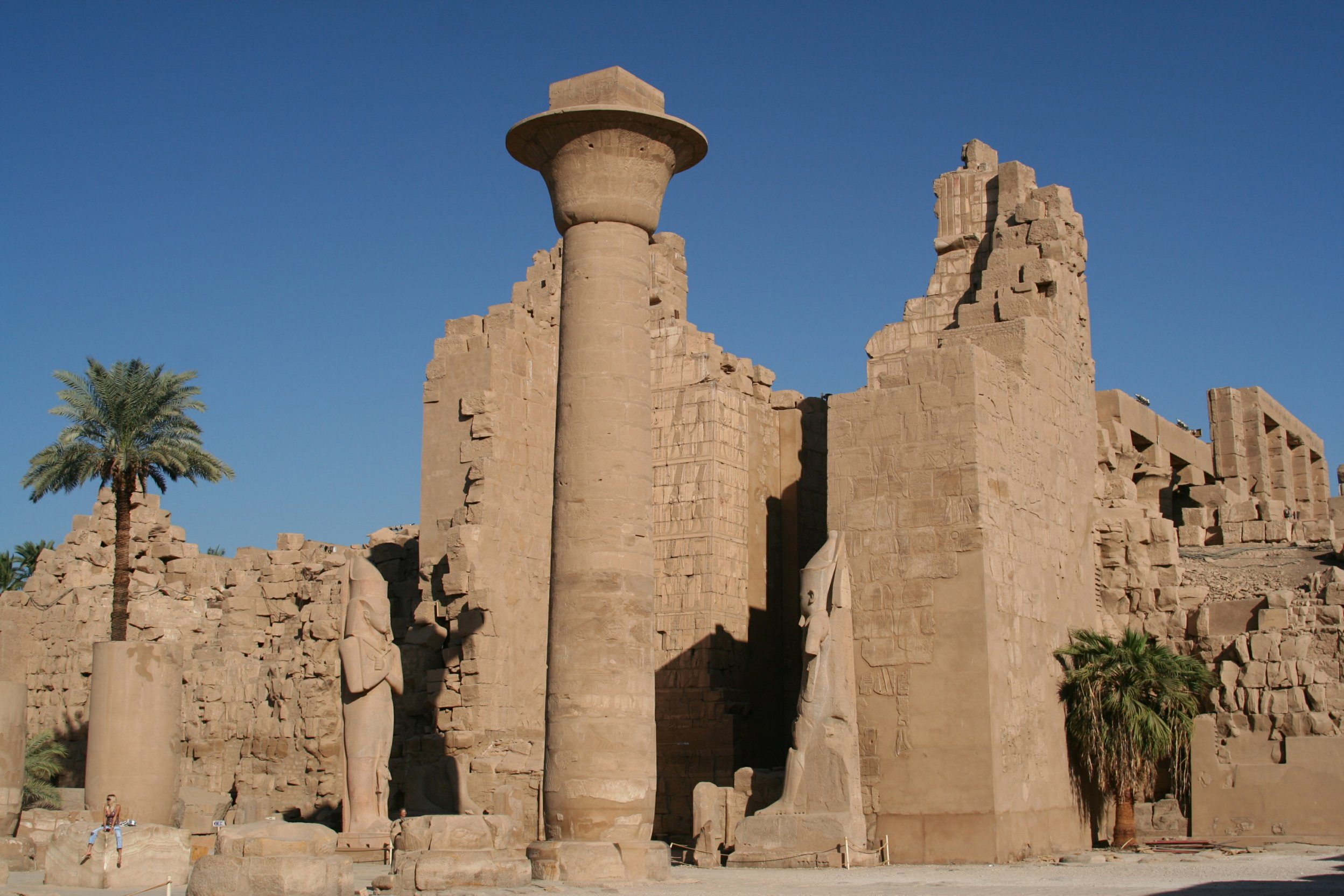
Vista del gran pati i del segon piló

Iniciat per Horemheb, en part amb blocs d'una estructura d'Akhetaton, el segon piló va ser completat per Ramsès II i la seva decoració completada per Ramsès III. Està precedit per un vestíbul davant del qual hi ha estàtues colossals, una de les quals va ser usurpada per Pinedjem I, gran sacerdot que esdevingué faraó a la dinastia XXI, però que data de l'època de Ramsès II.
Contra el talp nord del piló s'emmagatzemen restes de monuments més antics (a l'espera d'una possible restauració o reconstrucció), inclosos fragments massius d'obeliscs de Tuthmosis III i colosos trencats, o fins i tot un bloc de pedra calcària amb cartutxos d'Aten procedents del temple solar que Akhenaton havia construït a l'est del recinte d'Amon.
El piló va ser restaurat (o acabat) durant l'època ptolemaica, en particular la porta axial que dona a la gran sala hipòstila.

### Gran Saló Hipòstila
La gran sala hipòstila va ser instal·lada per Seti I, potser al voltant d'una columnata inaugurada en el regnat d'Amenhotep III. Està decorat en baixos relleus, obra encarregada principalment per Seti I, mentre que els relleus del barri sud-est, de factura menys cuidada, són obra del seu il·lustre fill.
El sostre (avui desaparegut) estava sostingut per 134 columnes aparellades amb capitells papiriformes, oberts o tancats, que donaven al conjunt l'aspecte d'un autèntic bosc de pedres historiades. Les columnes estan perfectament alineades en una enorme sala de 103 metres de llarg i 53 d'amplada. Els de l'eix mitjà, d'uns 23 metres d'alçada, desenvolupen una circumferència, respectivament de deu i quinze metres, on els capitells s'obren en corol·les. Els suports del passadís lateral tenen una alçada de quinze metres i una circumferència d'uns vuit metres. Tot l'edifici estava cobert amb un sostre de lloses, la part central del qual, la més alta, permetia la instal·lació de finestres blindades que donaven llum a la nau, mentre que les naus romanien a la foscor, amb prou feines il·luminades per un feix de llum que emanava de les rares obertures del sostre.
Els murs exteriors, que es dediquen a la propaganda reial, evoquen les campanyes victorioses de Seti I (cara nord) i Ramsès II (cara sud) a Líbia i Siro-Palestina: en el marc d'una iconografia molt tradicional, hi apareix el faraó com a garant de l'ordre còsmic, assegurant el triomf de Maat sobre les forces del Mal (isfet) encarnades pels enemics d'Egipte. Així, la batalla de Cadeix i el retorn triomfal del país de Retenu ocupen un lloc privilegiat a la cara sud; també hi ha les clàusules del tractat de pau celebrat entre el rei hitita Hattusilis III i Ramsès II, l'any 21 del regnat.

### Tercer piló
El tercer piló és obra d' Amenhotep III. Presumiblement, igual que a Luxor, Amenhotep III hauria fet construir una columnata d'entrada davant del piló que actualment forma la nau central de la gran sala hipòstila, continuant així l'ambiciós programa arquitectònic dels temples de Tebes dirigit pel seu arquitecte Amenhotep fill d'Hapu.
L'any 1927, els arqueòlegs francesos que treballaven en la consolidació del piló hi van descobrir un llindar que datava de l'Imperi Mitjà. Les excavacions posteriors van desenterrar molts blocs de la mateixa estructura, una capella-dipòsit construït per Senusret I per a commemorar la seva primera festa sed. La reconstrucció del monument va ser iniciada l'any 1937 pels seus descobridors, Pierre Lacau i l'arquitecte Henri Chevrier. Batejada «la capella blanca» ara és una de les joies arquitectòniques del museu a l'aire lliure.

### Pati amb obeliscs

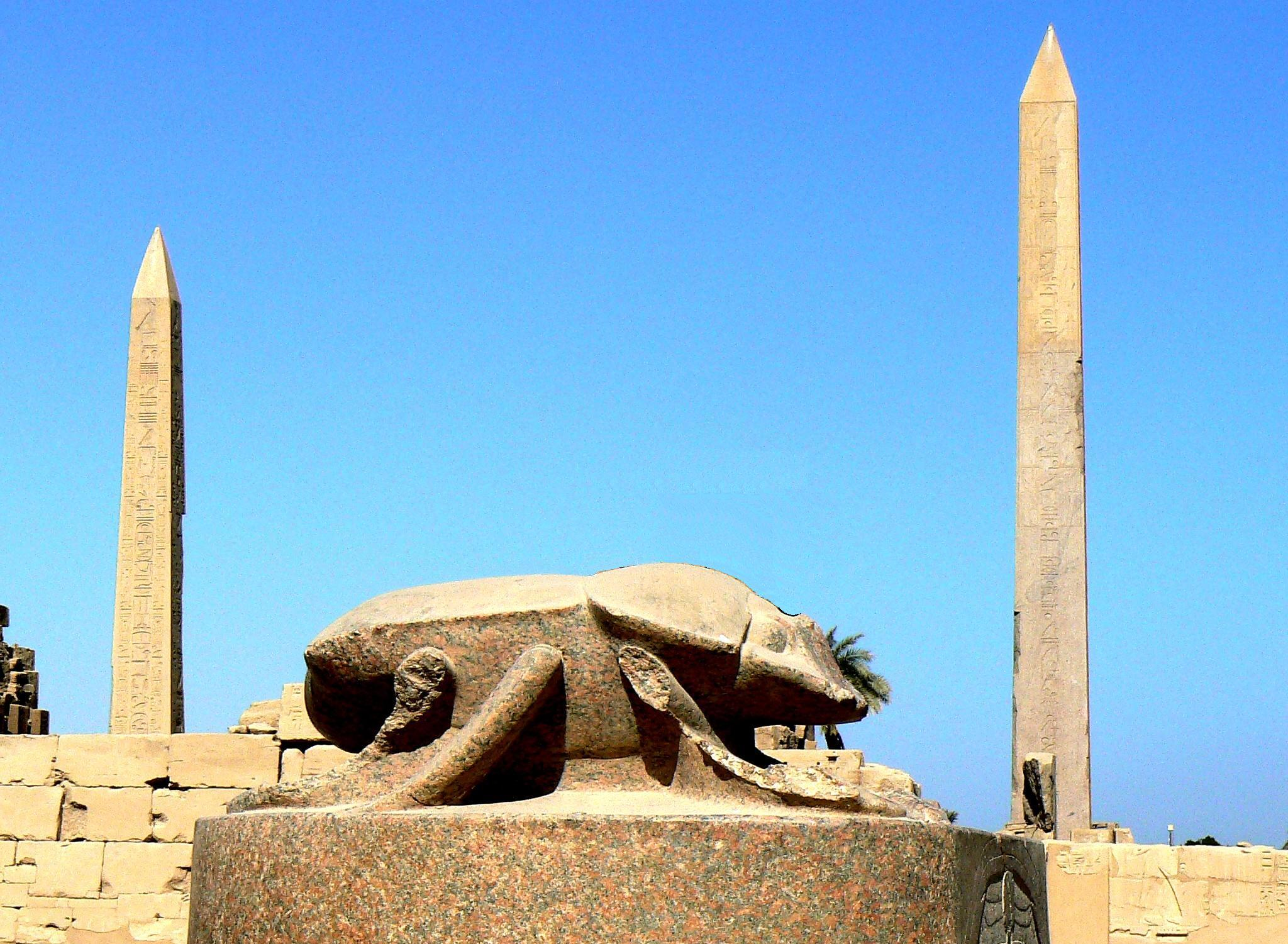
Khepri, amb l'aparença d'un escarabat

L'espai que s'estén més enllà del tercer piló format sota Tuthmosis I i Tuthmosis II el pati del temple d'Amon, format per un "cort de celebracions", comprés entre una pilona de Thoutmôsis II (destruït per Amenhotep III), i un piló de Tuhtmisis I, el quart. Tuthmosis I va erigir un parell d'obeliscs en previsió del seu jubileu reial. Un segon parell d'obeliscs, projectats per Tuthmisis II però erigit per Hatxepsut es trobava al mig del pati, els fonaments del qual (abans atribuïts a Amenhotep II) es van trobar a les subestructures del tercer piló. Un tercer parell d'obeliscs que daten de Tuthmosis III, situat originàriament entre els dos anteriors, es va trobar adscrit al tercer piló després de les obres d' Amenhotep III. L'obelisc encara en peu, obra de Tuthmisis I, és un bloc monolític de granit, d'uns 22 metres d'alçada i unes 140 tones de pes. Els monolits de Tuthmosis II i Hatxepsut van ser destruits per Amenhotep III. Els altres enderrocats per terratrèmols o després de l'abandonament dels cultes després debitats. Malgrat les afirmacions comunes però infundades, cap va ser destruit per ser traslladat a les grans ciutats de l'Imperi Romà.

### Pilons quart i cinquè
El quart i el cinquè pilons van ser erigits per Tuthmosis I. Entre aquests dos portals monumentals, el «director d'obres reials» Ineni estableix una sala hipòstila amb dues fileres de columnes papiriformes, la Wadjyt, que serà redissenyada per Hatxepsut i després per Tuthmosis III. La reina hi va aixecar un parell d'obeliscs d'uns trenta metres d'alçada, dels quals només un queda dret mentre l'altre va ser destrossat i escampat pel recinte.
El cinquè piló marcava l'entrada a un pati peristil delimitat a l'est per un nou portal monumental, el sisè, que Tuthmosis III va fer erigir davant del santuari de la barca.

### Sisè Piló i Sales dels Anals
El sisè piló porta en una de les seves cares els noms de les ciutats nubianes i sirianes presentades per Tuthmosis III. A les dues estances contigües a la pilona a l'est, conegudes com les Sales dels Arxius, el rei va fer gravar la història de les seves campanyes a Siro-Palestina i l'inventari del ric botí que va portar d'Àsia per oferir-lo a «[el seu] pare Amon-Ra, mestre dels trons de les Dues Terres». A prop hi ha dos pilars que porten les plantes heràldiques de l'Alt i el Baix Egipte, el papir i el lotus.

### Santuari de la barca deFili Arrideu
L'edifici de granit rosa, en el qual es va guardar el vaixell portàtil d'Amon, es troba al lloc d'un santuari anterior de Tuthmosis III, construït en lloc d'un dipòsit de capella de Hatxepsut - la famosa Capella Vermella del museu a l'aire lliure.

### Cor de l'Imperi Mitjà
«El Gran Castell d'Amon» de Sésostris I (Dinastia XII - Imperi Mitjà), de la qual només queden quatre llindars de granit rosa a la superestructura, es trobava a l'est de l'actual santuari de la barca, a l'emplaçament de l'anomenat pati de l'Imperi Mitjà. Les excavacions realitzades pel Centre Francoegipci per a l'Estudi dels Temples de Karnak (CNRS/CFEETK) i el Consell Suprem d'Antiguitats Egípcies han permès restaurar la planta del temple de Sesostris I que havia substituït una estructura més antiga sens dubte en deute amb Amenemhat I: colosos reials a la façana, pati interior amb columnata seguit de tres sales de culte seguides, tot envoltat per un recinte de maó.
S'ha suposat, amb tota probabilitat, que la terrassa superior del temple mortuori de Hatxepsut a Deir el-Bahari, a través del Nil, en el mateix eix est-oest que el temple d'Amon-Re, va ser dissenyada com una reproducció mirall del santuari de l'Imperi Mitjà.

### L'Akhmenu o «La sala de festes» de Tuthmosis III

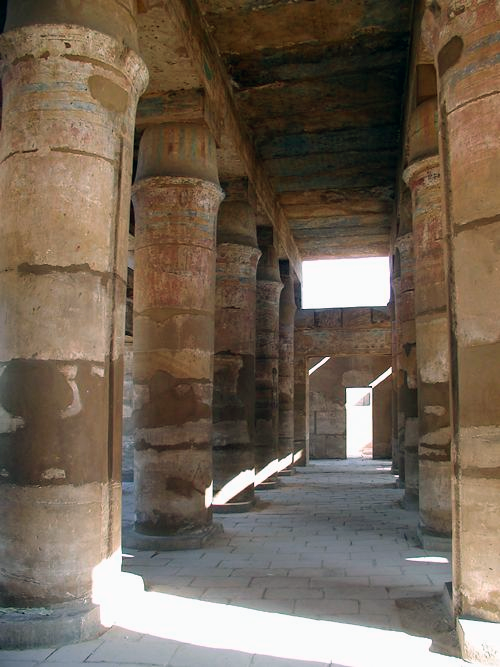
La sala hipòstila de l'Akhmenu

Darrere de la zona de l'Imperi Mitjà hi ha una extensió construïda per Thuthmosis III, originalment anomenat «Menkheperre [és a dir Thuthmosis III] resplendeix amb monuments [akh menou] a la residència d'Amon», i avui, més prosaicament, «sala de festes».
De fet, el corregent i successor d'Hatxepsut va ser un dels grans constructors de Karnak. Des del IV piló queden molts monuments al seu nom, i l'Akhmenu és una de les seves obres principals. És alhora un memorial destinat a commemorar els grans fets del regnat i un temple jubilar, on la celebració del culte monàrquic, associat al d'Amon-Re, assegura la regeneració del sobirà.
L'edifici, de tipus basilical, consta d'una nau central amb columnes en forma de piques de tenda, envoltada de naus laterals que condueixen a una sèrie de sales laterals. Dos d'ells, que han rebut el nom de «el jardí botànic», destaquen especialment pel seu programa decoratiu, una mena de corpus naturalium inspirat en la fauna i flora dels països conquerits pel gran rei. A l'angle sud-oest de l'Akhmenu hi ha la capella anomenada «avantpassats», que incloïa una llista de seixanta-un sobirans que van marcar la història de Tebes. La capella va ser despullada l'any 1843 per Émile Prisse d'Avesnes, i els blocs que portaven els relleus es van enviar a França en caixes amb l'etiqueta «exemplars d'història natural». Ara estan exposades al Museu del Louvre.

### El contratemple o temple de l'obelisc

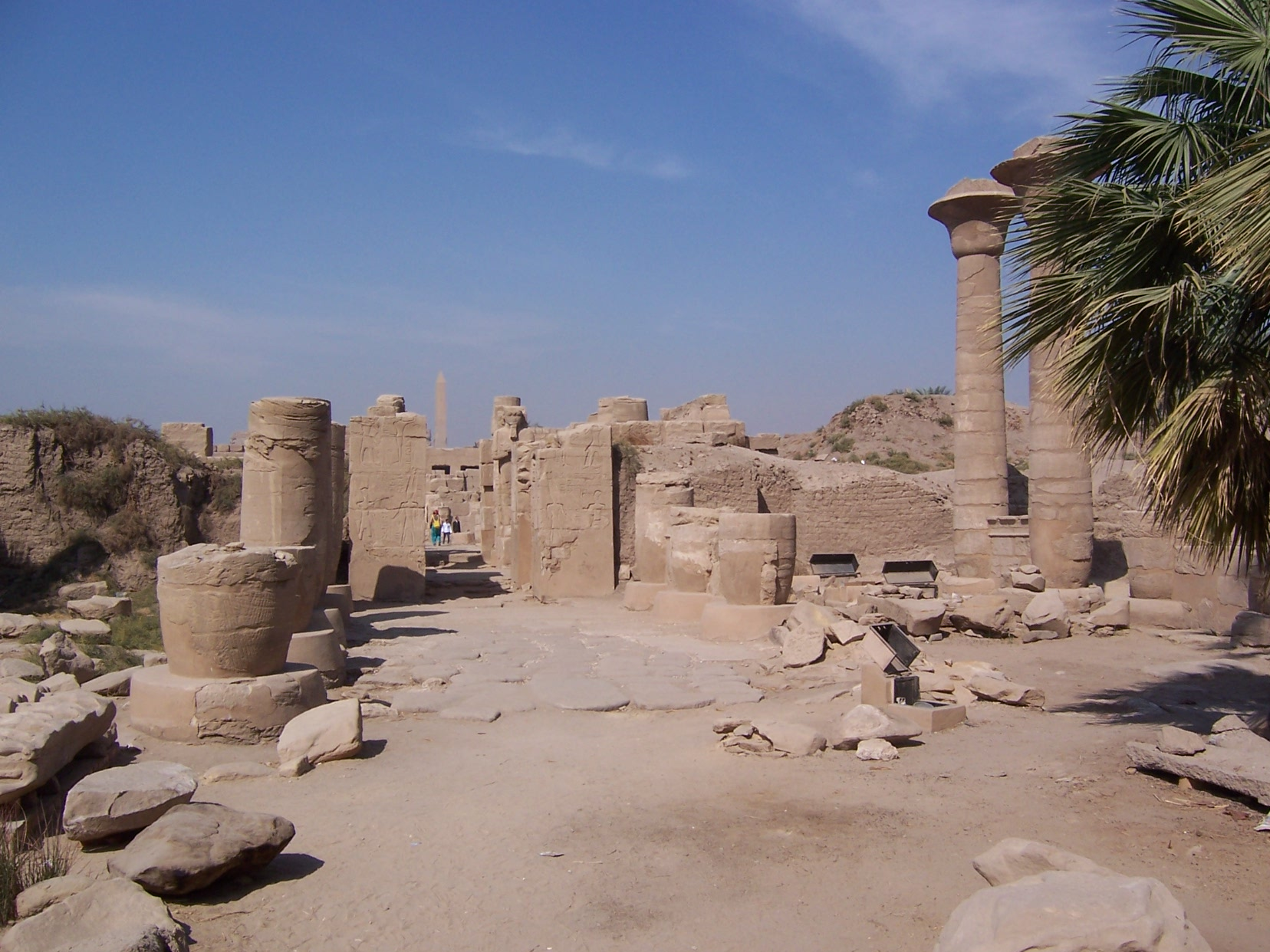
El temple de l'obelisc

Cap al final del seu regnat, Tuthmosis III va continuar el desenvolupament del domini d'Amon a l'est. Va substituir una capella que Hatxepsut havia recolzat contra la paret circumdant per un edifici pròstil, dotat a banda i banda amb els ara fragmentaris obeliscs de la reina. En l'ampliació d'aquest edifici, el rei pretenia aixecar un monòlit monumental de trenta-tres metres. En definitiva, fou el seu net Thoutmôsis IV que va portar a terme el projecte i ens va deixar el testimoni d'aquesta gesta en una estela gravada al peu de l'obelisc. Ramsès II engloba posteriorment l'«obelisc únic» en un contratemple, dissenyat com a oratori dedicat a Re-Horakhty i a «Amon-que-escolta-les-oracions». En el IV s segle, el monòlit va ser enderrocat i transportat a Roma per adornar l' espina del Circ Màxim. Es va trobar trencat al segle xvi i es va instal·lar a la plaça Sant Joan del Laterà, on es troba avui. Per la seva banda, Taharqa de la dinastia XXV va fer construir una columnata d'entrada davant del contratemple. Sota les dinasties següents, es van construir a prop una sèrie de capelles dedicades a Osiris, una de les quals s'atribueix a la «divina adoratriu» tebana, Nitokris.
Durant l'ampliació del temenos per part dels Nectanebo de la dinastia XXX, totes aquestes construccions foren incloses en el perímetre ampliat. Paral·lelament, el mur perimetral va ser dotat d'una porta monumental, donant a aquesta part del domini d'Amon-Re el seu aspecte definitiu.

## Eix nord-sud
Aquesta via processional, amb els seus quatre pilons massius, apunta cap al temple de Mut, la consort d'Amon. La major part del lloc té accés restringit, ja que s'està restaurant.

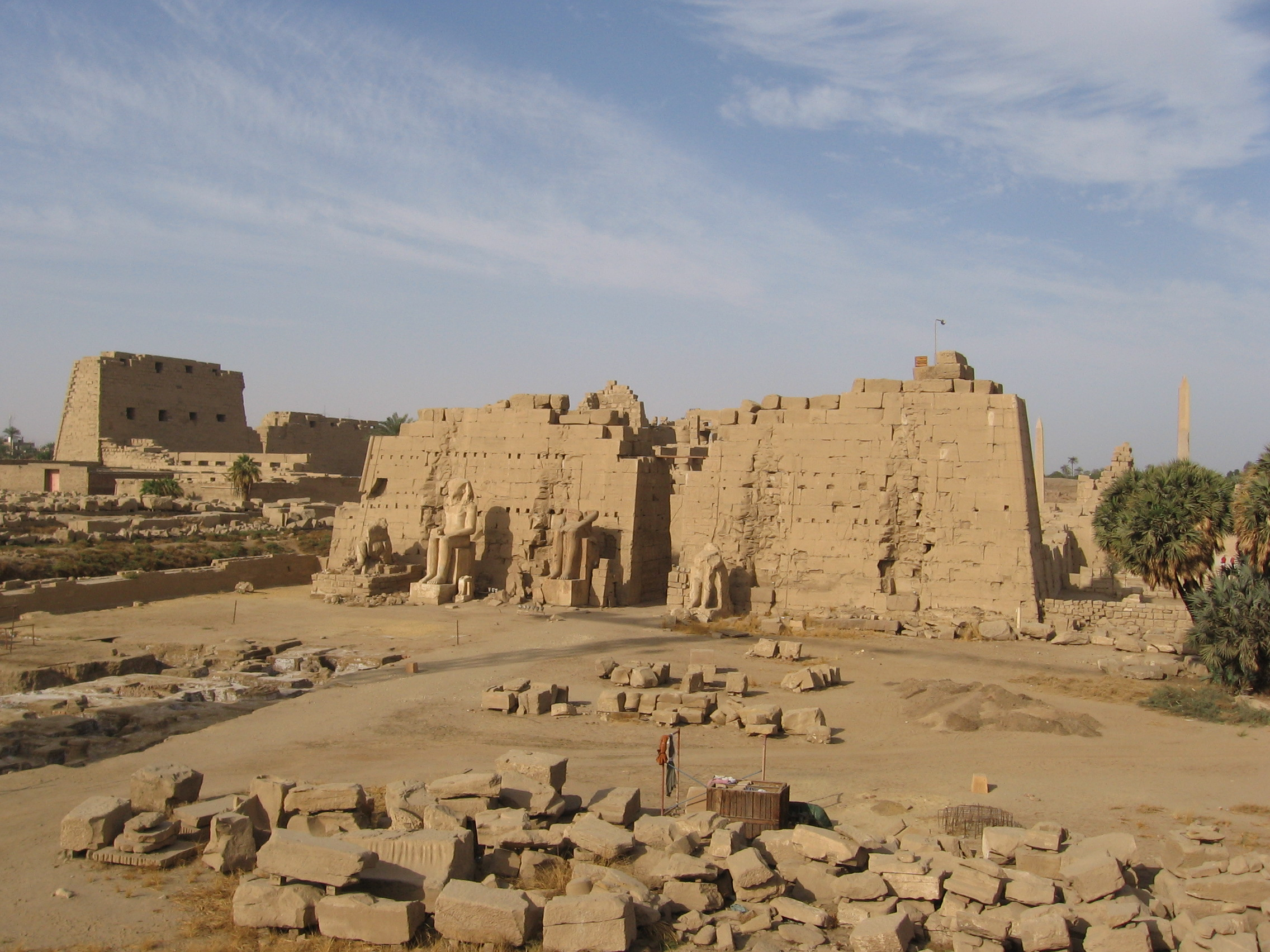
El VIII piló

### Les pilones de Tuthmosis III i Hatxepsut
L'eix va ser inaugurat per Hatxepsut i Thuthmosis III.
En efecte, la reina va construir un piló, el VIIIè segons la numeració actual, davant del qual va aixecar colosos asseguts que probablement la representaven a ella i al seu pare Tuthmosis I. Com va fer per a molts monuments del seu temps, Tuthmosis III va fer remodelar el conjunt. Entre el piló de la seva tieta i el recinte del temple, va construir un segon gran portal, el VII, amb dues estàtues colossals a la façana, de les quals avui només en queden els peus, i un parell d'obeliscs, que, en vista de les seves bases encara en lloc, devia ser impressionant. Un dels dos monòlits, el més occidental, va ser enderrocat sota Constantí al segle IV de la nostra era i transportat a la nova capital que l'emperador havia fundat a Bizanci, per adornar l'espina del gran circ de la ciutat.
El piló de Tuthmosis va afegir així un escenari monumental a aquesta via processional, a l'hora que creava dos patis a l'aire lliure capaços d'acollir els fidels durant les cerimònies. Al pati sud, el rei va fer construir un quiosc-repositori amb vistes al llac sagrat, mentre que l'altre pati donava accés al que aleshores era el pati del gran temple d'Amón, avui conegut com «pati de l'amagatall». Va ser allà on a principis del segle xx, Georges Legrain, excavant i restaurant el lloc, va desenterrar una quantitat increïble d'estàtues i exvots, que constitueixen tants testimonis del fervor popular que envoltava els santuaris de Karnak.
Amenhotep II, fill i successeur de Tuthmosis III, també va construir una capella-repositori, una de les moltes estacions de la barca d'Amon, però que després es va traslladar quan el recinte del temple va tenir una nova ampliació cap al sud.

### Pati de l'amagatall i inscripció gran

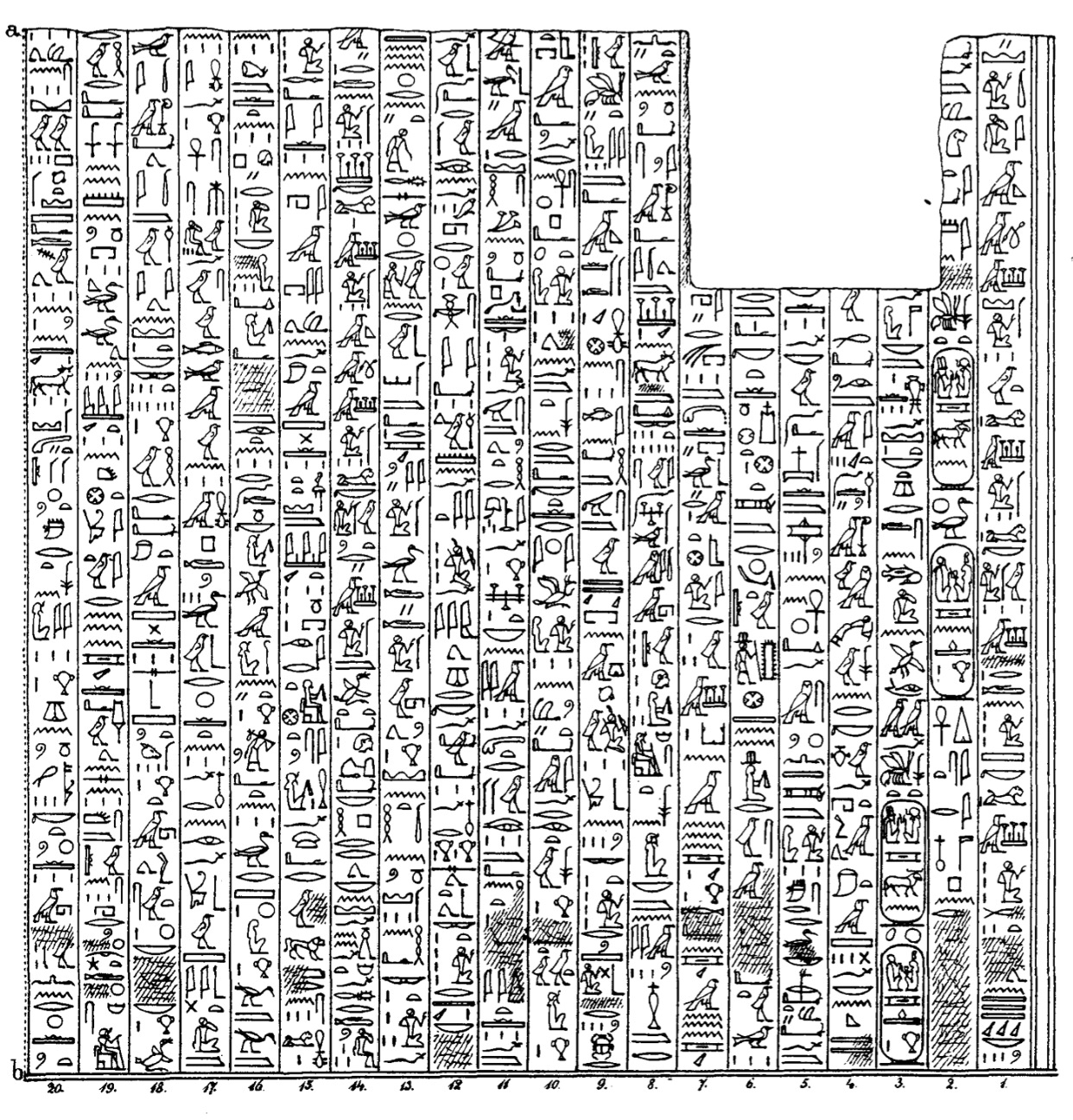
Primera part de la inscripció (línies 1-20, de 79).

La inscripció gran és una inscripció jeroglífica del faraó Merenptah de la dinastia XIX. Llarg epígraf, va ser descobert a Karnak el 1828-1829. Segons Wilhelm Max Müller, és «un dels famosos textos de referència de l'egiptologia... [i ha estat]... un dels més grans desitjos dels estudiosos durant molts anys».
La gran inscripció es troba a la paret oest (interior) est del pati de l'amagatall.
Primer va ser identificada per Champollion, després publicat en part per Karl Richard Lepsius.
Inclou un relat de les campanyes de Merenptah contra els pobles de la mar.
La inscripció de setanta-nou línies (de les que s'han perdut aproximadament un terç del seu contingut) mostra les campanyes del rei i el seu eventual retorn amb botí i presoners.
És el text monumental continu més llarg que es conserva a l'Egipte.
Va ser designat «KIU 4246» pel Centre Francoegipci per a l'Estudi dels Temples de Karnak.

### Els IX i X pilons

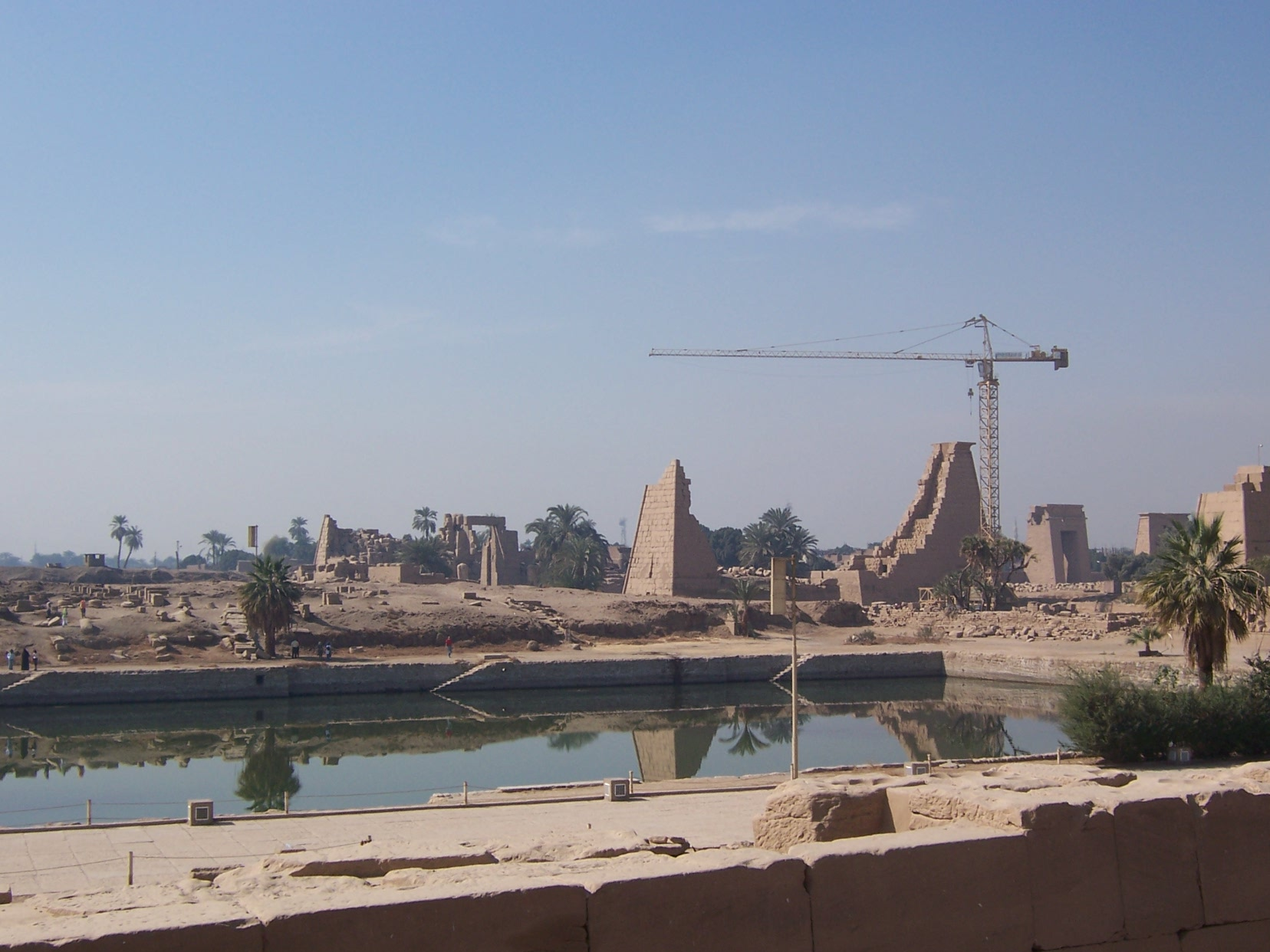
Vista presa des del llac sagrat dels pilons IX i X que es van restaurar l'any 2007

Després del breu interludi d'Amarna, l'eix nord-sud va experimentar un desenvolupament final: Horemheb va acabar el Xè piló, iniciat per Amenhotep III i va construir el IXè. A més, va muntar esteles commemoratives de la seva obra, així com dos colosos a la seva efígie. Així, puntejat per obeliscs, estàtues reials i pilons amb pals adornats amb estendards, aquest eix formava llavors un camí processional monumental cap als temples del sud de Tebes.
Els patis creats per les pilones conduïen als quarters dels sacerdots i als magatzems del temple que vorejaven el llac sagrat i, en temps posteriors, als temples de Khonsu i Opet . És en aquesta darrera zona que actualment s'emmagatzemen - catalogades i ordenades - blocs dels pilons en ruïnes així com els famosos talatates, vestigis dels monuments dedicats a Aton, que van ser sistemàticament desmuntats pels successors del rei heretge.

## Temple Khonsu

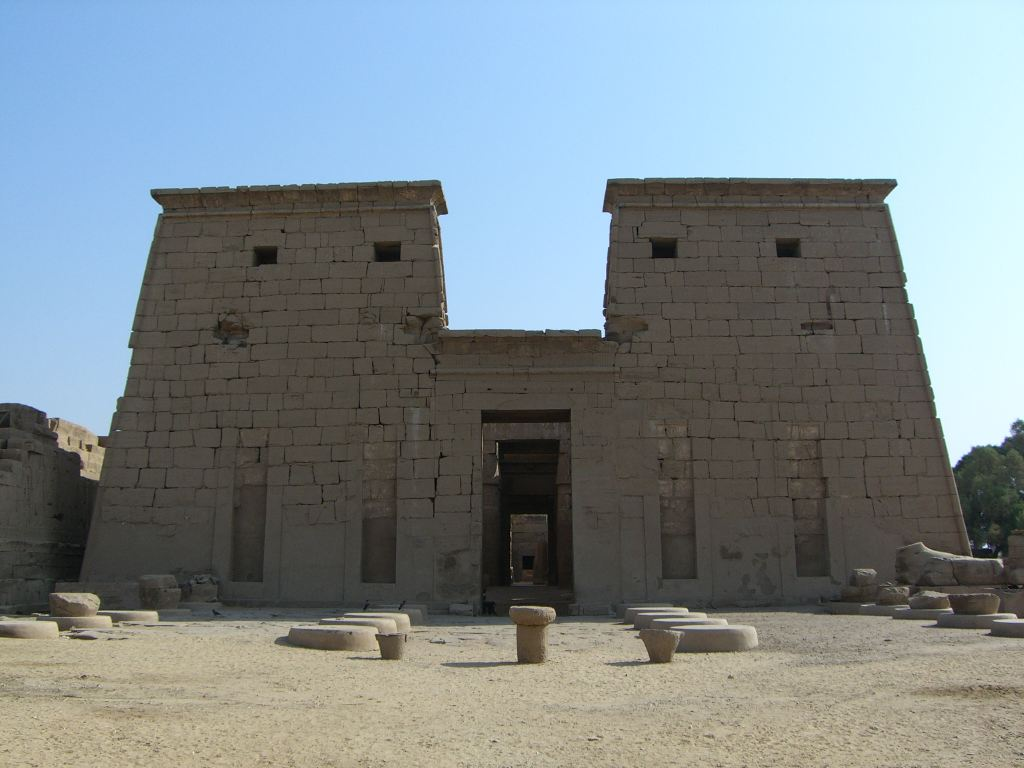
El piló, precedit per les restes de la columnata de Taharqa.

El temple de Khonsu, déu de la lluna de la tríada tebana, es troba a la zona sud-oest del recinte d'Amon, a l'eix d'un dels carrerons processionals que unia Karnak amb «Opet del Sud» d'Amon. La construcció de l'edifici, en part amb blocs extrets del temple mortuori d' Amenhotep III, va començar sota el regnat de Ramsès III i va continuar sota el del seu successor, sense que aquest, però, l'acabés. Després d'una interrupció de gairebé un segle, els treballs van ser represos per Ramsès XI i els reis-sacerdots tebans. Més tard, l'etíop Taharqa va donar al temple el seu aspecte definitiu erigint un pòrtic columnat a la plaça, avui molt fragmentari, semblant als quioscos de recepció amb què va dotar el santuari d'Amon.
El piló es remunta a principis de la dinastia XXI. Els relleus que porta representen Pinedjem Jo i la seva dona Henuttaui presentant ofrenes a diverses divinitats. El piló és seguit per un pati obert, vorejat per dos costats per un peristil amb columnes papiriformes. És obra del visir Hérihor, «guia dels exèrcits del Nord i del Sud» i Gran Sacerdot d'Amon, que a l'Alt Egipte es va apropiar de les funcions i atributs reials a finals de la Dinastia XX. Més enllà del pati, sobre una vasta plataforma, es desenvolupa l'espai reservat a la divinitat, amb un vestíbul (o pronaos ) i una sala hipòstila decorada per Ramsès XI i Herihor, la sala hipòstila que dona accés a la part més sagrada de l'edifici, la naos, emmarcada per un deambulatori i una sèrie de sales laterals.
Per la disposició dels seus elements arquitectònics, el temple de Khonsu forma part d'una "sintaxi" que va inspirar els Ptolemeus, després els seus successors, els emperadors romans, a Edfu o fins i tot Kalabsha: és a dir la durabilitat del model municipal dissenyat pels constructors del Nou Imperi.

## El temple d'Opet
El temple d'Opet, situat a les proximitats immediates del santuari de Khonsu, data essencialment de Ptolemeu VIII Euergetes II, al lloc d'un monument més antic encarregat per Tuthmosis III, després modificat a la dinastia XXV.
L'edifici s'aixeca sobre una plataforma que, sens dubte, representa el monticle primordial de la creació. Inclou dues capelles de soterrani dedicades a Osiris, una de les quals és la tomba del déu i l'altra el lloc de la seva resurrecció. El conjunt està orientat seguint un eix est-oest, com el gran temple d'Amon-Re. De fet, en època grecoromana, «Opet la Gran, Nut que va donar a llum als déus» està estretament relacionada amb el cicle del déu sol. Aquest últim, que el sincretisme tebà equipara a "l'august ba d'Osiris", es fon al capvespre al cos d'Opet-Nout, i ressuscita a l'alba en forma de «disc perfecte que brilla a l'horitzó».
El jaciment és actualment objecte d'un programa d'estudi i restauració arquitectònic realitzat pel Centre Franco-Egipci per a l'Estudi dels Temples de Karnak, en el marc de la col·laboració entre el Consell Suprem d'Antiguitats Egípcies i el Centre Nacional d'Investigació Científica.

## Museu a l'aire lliure

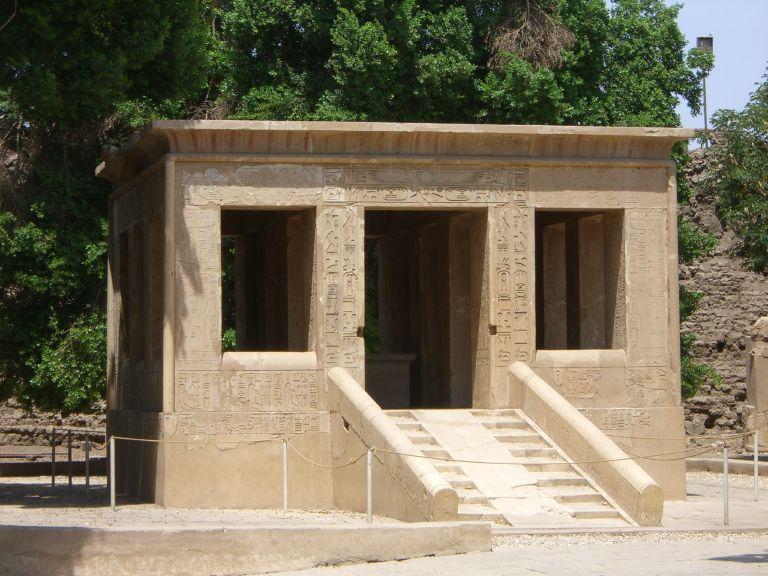
La Capella Blanca de Sesostris I reconstruit al museu a l'aire lliure de Karnak

Diverses pilones del temple d'Amon van reutilitzar estructures anteriors, especialment com a material de farciment. Al museu a l'aire lliure, situat a l'angle nord-oest del recinte, s'hi han reconstruït algunes d'aquestes estructures més antigues, com la capella blanca de Sesostris I, la capella d'alabastre d'Amenhotep I, la capella vermella de la reina Hatxepsut, o fins i tot un pati amb un pòrtic que precedia el IV Piló de Tuthmosis IV, pati que fou desmantellat i després enterrat al IIIer piló que Amenhotep III feu construir en canvi. Entre els monuments exposats també hi ha part d'un piló que Akhenaton havia construït en honor a Horakhty, d'estil encara ortodox i, per tant, datat dels primers anys del regnat o d'una probable corregència amb el seu pare.
Part del menú Netery elaborat per la reina Hatxepsut, llavors vídua de Thoutmôsis II i regent del jove Thoutmôsis III, abans de la seva promoció a faraó, s'hi ha remuntat.
També s'hi emmagatzemen elements de l'Imperi Mitjà procedents de Karnak i del temple de Menthu a Madamud, així com centenars de blocs catalogats a l'espera de la reconstrucció del seu monument original.
Aquest petit museu de pagament, una mica allunyat, és poc visitat per grups de turistes que recorren el gran temple d'Amon-Re. No obstant això, representa un valuós testimoni de les construccions pietoses que han adornat el gran temple en diverses èpoques.